# Mosaic
Mosaic – jedna z pierwszych działających w trybie graficznym przeglądarek internetowych, zapewniających dostęp do sieci WWW.
Pierwsza wersja Mosaic powstała w czerwcu 1993. 28 września 1993 powstała wersja 0.6b, która była pierwszą opublikowaną. Została ona przygotowana przez NCSA (ang. National Center for Supercomputing Applications) na uniwersytecie w Illinois. W czerwcu 1997 NCSA oficjalnie ogłosiło koniec prac nad programem. Od NCSA Mosaic wywodzą się przeglądarki Netscape Navigator i Windows Internet Explorer. Pierwotnie nazwą firmy produkującej Netscape Navigatora miał być właśnie Mosaic, lecz uniwersytet w Illinois nie wyraził na to zgody.
Mosaic można pobierać z internetu do dzisiaj – dostępna jest w wersjach dla Microsoft Windows, Mac OS oraz dla systemów Unix/Linux z grafiką pod X Window System.